# Reni de Boer

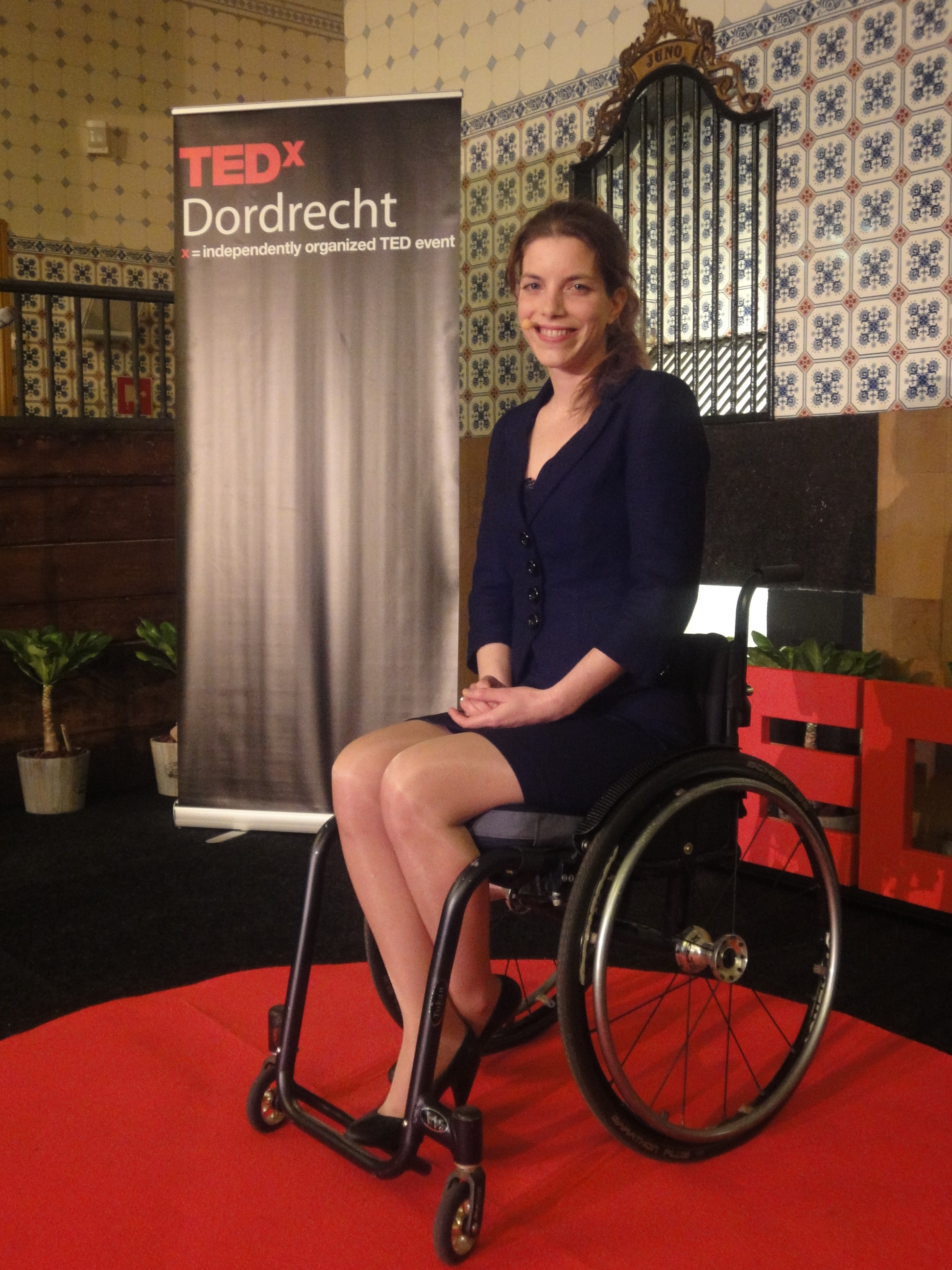
Reni de Boer bij TEDxDordrecht 2012

Reni de Boer (Scheveningen, 11 maart 1980) werd op 6 juni 2007 winnaar van de Mis(s)verkiezing 2007 en daarmee Ambassadeur van Onbeperkt Nederland. 
Reni studeerde kunstgeschiedenis in Leiden. Zij heeft de ziekte multipele sclerose en is buitenshuis gebonden aan een rolstoel. De ziekte zorgt ook voor ernstige vermoeidheid, wat zijzelf als haar ergste lichamelijke beperking beschouwt. 